# Піццоферрато
Піццоферрато (італ. Pizzoferrato) — муніципалітет в Італії, у регіоні Абруццо,  провінція К'єті.
Піццоферрато розташоване на відстані близько 145 км на схід від Рима, 90 км на південний схід від Л'Аквіли, 50 км на південь від К'єті.

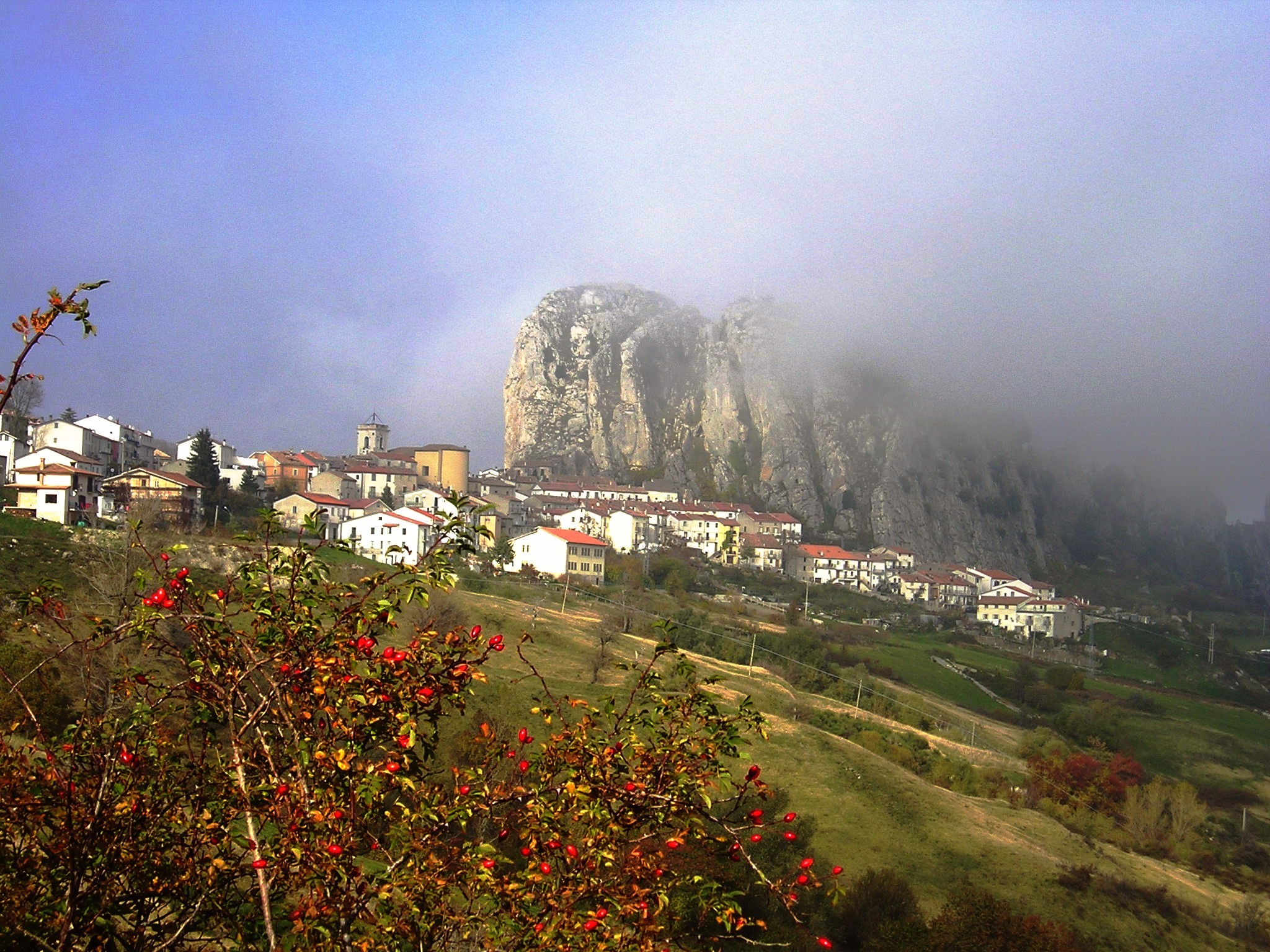

Населення — 1167 осіб (2014).

## Демографія
Населення за роками:

Станом на 1 січня 2023 року в муніципалітеті офіційно проживало 28 іноземців з 8 країн, серед них 21 громадянин країн Євросоюзу та 1 громадянин України.

## Сусідні муніципалітети
- Чивіталупарелла
- Гамберале
- Монтенеродомо
- Куадрі
- Сант'Анджело-дель-Песко